# Сан-Кожме-и-Сан-Дамиан
Сан-Кожме-и-Сан-Дамиан (порт. São Cosme e São Damião)  —  район (фрегезия) в Португалии,  входит в округ Виана-ду-Каштелу. Является составной частью муниципалитета  Аркуш-де-Валдевеш. По старому административному делению входил в провинцию Минью. Входит в экономико-статистический  субрегион Минью-Лима, который входит в Северный регион. Население составляет 223 человека на 2001 год. Занимает площадь 3,00 км².
Покровителем района считается Косма и Дамиан (порт. Cosme e Damião). 